# Közgazdasági helyesírási szótár
A Közgazdasági helyesírási szótár (ISBN 9639372331) 2002-ben jelent meg Budapesten, a Tinta Könyvkiadó gondozásában. Szerzője Bárányné Szabadkai Éva.

## Külső hivatkozások
- [halott link] A szerző (Bárányné Szabadkai Éva) nevére
- [halott link] A szerző (Bárányné Szabadkai Éva) nevére